# Vanessa-Mae
Vanessa-Mae (陈美 Chén Měi, n. 27 octombrie 1978, Singapore) oficial Vanessa-Mae Vanakorn Nicholson, este o violonistă britanică cu milioane de albume vândute, ceea ce a transformat-o în cel mai bogat artist de sub 30 de ani din Marea Britanie în 2006. De asemenea, a concurat cu numele de Vanessa Vanakorn (numele de familie al tatălui ei) pentru Thailanda în competiția de schi alpin la jocurile Olimpice de Iarnă din 2014. Ea a avut inițial interdicție la competițiile de schi din cauza unei curse de calificare pentru beneficiul ei despre care s-a presupus că a fost coruptă, dar Curtea de Arbitraj Sportiv a anulat mai târziu interdicția, invocând lipsa de probe pentru faptă sau orice manipulare. Federația Internațională de Schi a fost nevoită să îi ceară scuze acesteia.

## Copilărie și educație
Vanessa-Mae s-a născut pe 27 octombrie 1978 în Singapore, din mama singaporeză Pamela Soei Luang Bronz și tatăl thailandez Vorapong Vanakorn. După adoptarea sa de către un tată britanic, s-a mutat la Londra la vârsta de 4 ani, unde a început să cânte la vioară, după ce începuse deja studiul pianului în Singapore. La vârsta de opt ani, Mae a început pe o perioadă intensă de studiu cu Profesorul Lin Yao Ji la Conservatorul Național de Muzică din Beijing. Ulterior, Vanessa-Mae s-a întors la Londra și a intrat la Royal College of Music.

## Carieră muzicală

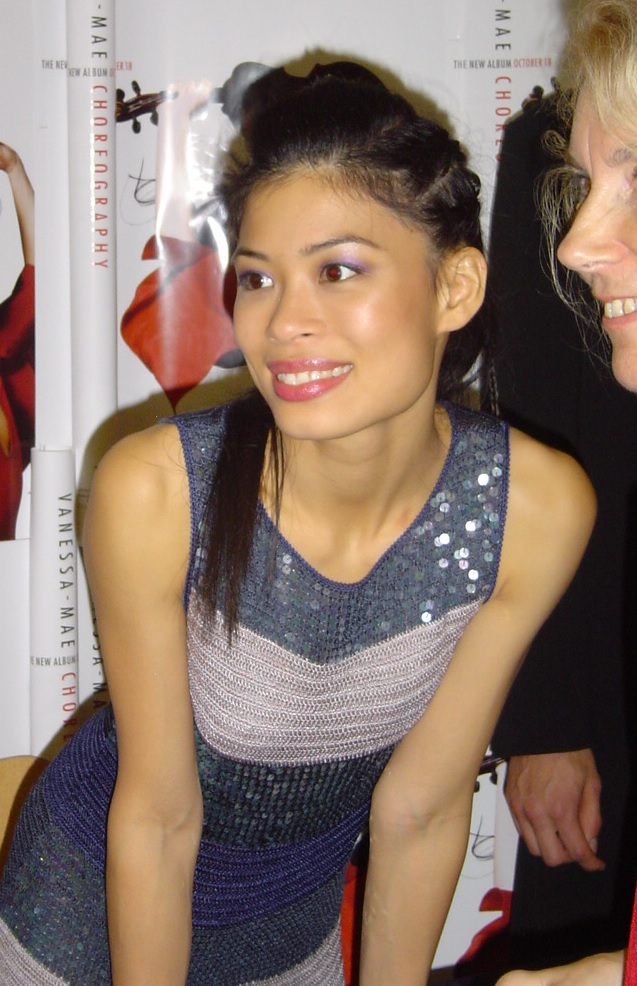
Vanessa-Mae în 2004

La vârsta de 13 ani, Vanessa-Mae a devenit cel mai tânăr solist care a înregistrat concertele lui Beethoven și Ceaikovski pentru vioară, conform Guinness World Records.
Primul ei album în stil pop, The Violin Player, a fost lansat în 1995. Ea a apărut în albumul din 1997 al lui Janet Jackson The Velvet Rope cântând solo la vioară în piesa „Velvet Rope”.
Vanessa-Mae a fost reprezentată de mama ei până când a concediat-o în 1999.
În iunie 1999 a interpretat în concertele Michael Jackson & Friends în Seul și München.
Pe 7 martie 2002, Vanessa-Mae a interpretat o variantă a lui Antonio Vivaldi: Anotimpurile – „Vară: III. Presto” în timpul ceremoniilor de deschidere de la Jocurile Paralimpice de Iarnă din 2002.
În aprilie 2006, Vanessa-Mae a fost numită ca cel mai bogat artist tânăr sub 30 de ani în Marea Britanie în Sunday Times Rich List 2006, cu o avere estimată la aproximativ 32 de milioane de lire sterline.

### Compoziție
Mae a înregistrat ocazional compoziții proprii. În albumul din 1997 China Girl: The Classical Album 2 au fost incluse două piese pentru care a primit credite de compozitoare: Violin Fantasy on Puccini's 'Turandot' și Reunification Uvertura, care marchează reunificarea dintre China și Hong Kong.
În 2017, ClassicFM a compilat o listă cu 300 cel mai bine vândute albume clasice în cei 25 de ani de funcționare. Vanessa-Mae a fost inclusă de trei ori. The Classical Album 1 a ajuns pe poziția 244, Storn a ajuns pe poziția 135 și albumul de debut Violin Player a ajuns pe poziția 76. Situl susține că vânzările totale de albume o fac „cel mai bine vândut violonist solo din clasament”.

## Cariera sportivă
Vanessa-Mae a declarat că „am început să schiez în aceeași perioadă când am început să cânt la pian, la patru ani, înainte de a trece la vioară la cinci ani” și că „am visat să fiu schioare de când aveam 14 ani”. În 2009 Vanessa-Mae a devenit rezidentă în stațiunea alpină elvețiană din Zermatt. În august 2010, a spus într-un interviu pentru The Telegraph: „eu sunt britanică, dar realist, nu există nici modalitate de a-mi putea reprezenta propria țară, dar pentru că tatăl meu natural este thailandez, ei m-au acceptat”. S-a înregistrat ca schior alpin thailandez.

### Evenimentul de calificare
În 2014, Thailanda nu a avut schiori alpini în top 500, iar regulile olimpice au permis acestor țări să trimită câte un bărbat și o femeie la competițiile olimpice de slalom și slalom uriaș, bazat pe criterii alternative: schiorul trebuie să aibă cel mult 140 de puncte, scorurile mai mici fiind mai bune în sistemul Federației Internaționale de Schi (FIS), și să fi început cel puțin cinci competiții recunoscute la nivel internațional de slalom sau slalom uriaș.
La cererea reprezentanților lui Vanessa-Mae și a Comitetului Olimpic Thaliandez, o competiție de slalom uriaș a fost organizată de Clubul de Schi Alpin Triglav, care a avut loc pe 18 și 19 ianuarie 2014 la Krvavec în Slovenia, aceasta fiind ultima șansă a lui Mae pentru a atinge scorul cerut de FIS pentru a se califica pentru Jocurile Olimpice din februarie 2014. Evenimentul a inclus și un campionat național de juniori, în care ea era cu 14 de ani mai în vârstă decât ceilalți participanți.
Evenimentul i-a adus un scor de sub 140 de puncte, în scădere de la 269,44 pe 11 ianuarie la 131,15 pe 19 ianuarie. Managerul ei, Giles Holland, a spus că „s-ar părea că a reușit. La mustață, dar a reușit”. FIS i-a confirmat eligibilitatea pentru a concura la Jocurile Olimpice din 2014, iar Ana Jelusic de la FIS a menționat faptul că rezultatele Krvavec „îndeplinesc toate cerințele”.
O cursă în Elveția pe 3 și 4 februarie i-au ridicat scorul la 171,09.

### Rezultate olimpice

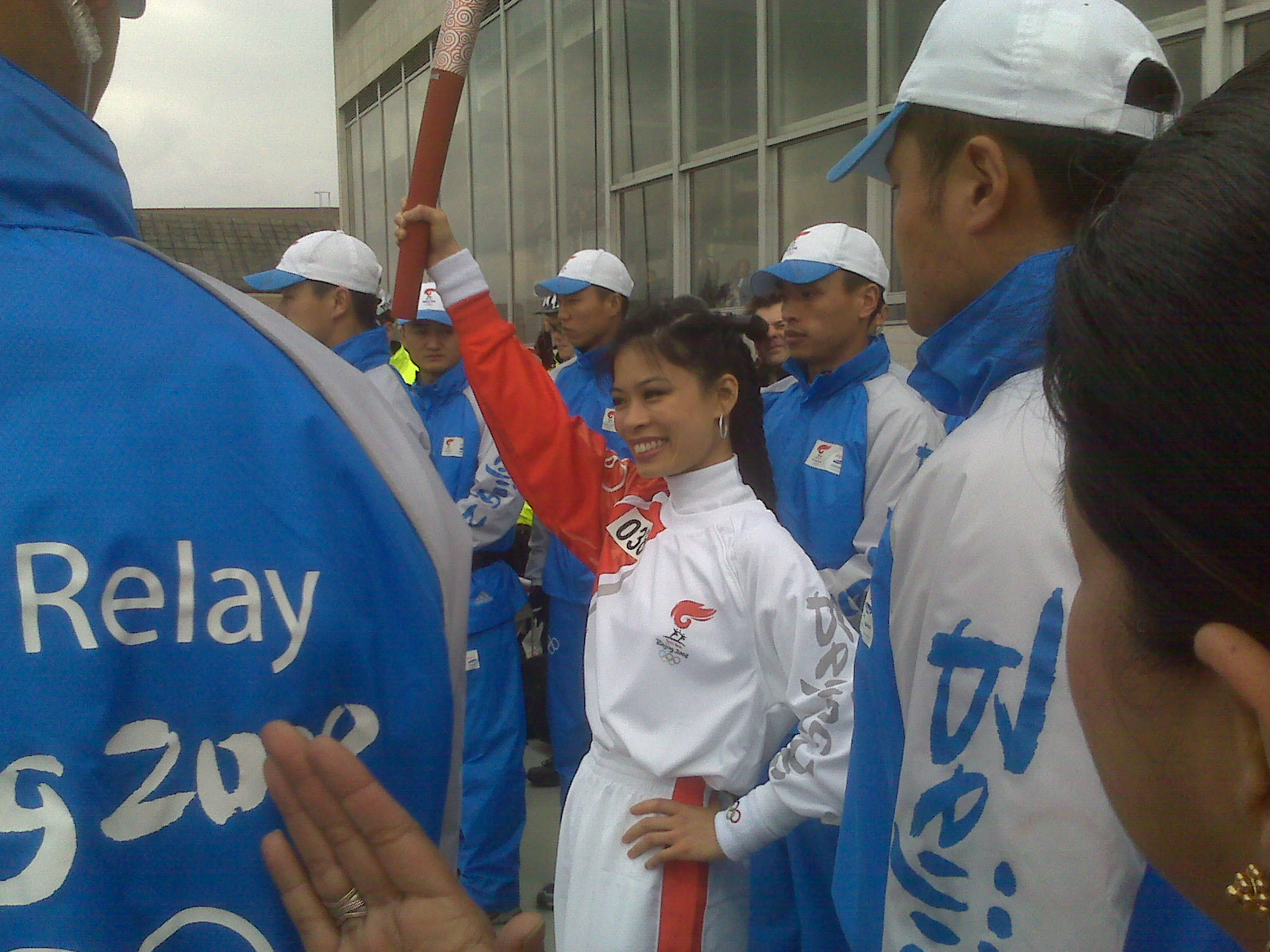
Vanessa-Mae la Southbank Centre, Londra, Anglia, transportând torța olimpică în aprilie 2008.

A fost unul din cei doi schiori alpini care au reprezentat Thailanda la jocurile Olimpice de Iarnă din 2014, unde a concurat sub numele de „Vanessa Vanakorn” (วาเนสซ่า เมย์ ตัน วรรณกร; Vanessa May Tan Vanakorn).
Pe 18 februarie 2014, Vanakorn terminat pe locul 67 din 90 de schiori, cu un timp de 1:44.86 în prima tură pe slalomul uriaș, la 26,98 secunde în spatele liderului. Ea a pornit pe poziția 87, reprezentând rangul relativ în clasamentul mondial la slalom uriaș. În tura a doua, ea a avut un timp de 1:42.11, cu 24,21 secunde în spatele liderului din tura a doua. A început pe poziția 74, ultima pentru acea tură. La finalul evenimentului, ea a avut un timp total de 3:26.97, cu 50,10 secunde în urma câștigătorului medaliei de aur, Tina Maze din Slovenia. Ea a fost ultima din cei 67 de concurenți care au terminat, deși 23 de concurenți nu au reușit să încheie cursa.

### Investigație și apel
Pe 10 iulie 2014, a fost raportat că patru organizatori sloveni de concursuri de schi au primit fiecare o interdicție de câte patru ani în a lucra cu Uniunea Slovenă de Schi (Smučarska zveza Slovenije) și concursuri FIS pentru că s-a presupus că au aranjat calificările pentru Jocurile Olimpice de Iarnă de la Soci ale echipei thailandeze de schi la Krvavec în ianuarie 2014 – cu singurul scop de a obține calificarea cu succes a lui Vanessa Mae. Cu toate acestea, nu au existat interdicții formale.
Pe 11 noiembrie 2014, Comisia de Audiere a Federației Internațională de Schi a emis propriile sale constatări despre evenimentul Krvavec care avusese loc cu mai puțin de 10 luni mai devreme: vremea a fost de așa natură încât nici o cursă regulată nu putea avea loc, iar arbitrul competiției a spus că „orice competiție comparabilă din Slovenia ar fi fost anulată”. Un concurent anterior retras a luat parte la presupusa competiție doar pentru a scădea (îmbunătăți) rezultatele participanților. Rezultatele oficiale ale „aproximativ 23 de concurenți” pentru două curse pe 18 ianuarie au inclus rezultatele a cel puțin două persoane care de fapt nu au participat. Rezultatele oficiale pentru două curse de slalom uriaș pe 19 ianuarie au inclus, de asemenea, rezultatele unei persoane care nici măcar nu a fost prezentă la Krvavec. Un concurent care a căzut a primit un rezultat oficial cu 10 secunde mai bun decât realitatea și a terminat pe locul al doilea în rezultatele oficiale. Cel puțin un participant a început în afara punctului de start, iar starterul a declanșat manual bagheta.
Comisia de Audiere a emis o interdicție globală de patru ani împotriva lui Vanessa-Mae, doi ani de interdicție împotriva Șefului de Curse Borut Hrobat și de un an împotriva Delegatului Tehnic al FIS, Șefui de Cronometrare, Arbitrului și Starterului. Președintele FIS, Gian-Franco Kasper, a declarat pentru Associated Press: „Cei care au fost sancționați au fost sancționați pentru un motiv bun. La început am râs când am auzit. Dar apoi ne-am dat seama că este destul de serios”.
Deoarece doi sau mai mulți participanți au lucrat în echipă pentru a încălca regulile, Comisia de Audiere a recomandat ca toate cele patru evenimente desfășurate la Krvavec să fie anulate. Comisia de Audiere a menționat că, dacă rezultatele vor fi anulate de Consiliul FIS, înseamnă că Vanessa-Mae, Federica Selva din San Marino și Ieva Januškevičiūtė din Lituania nu s-au calificat pentru Jocurile Olimpice din 2014. Vanessa-Mae a declarat că interdicția este „lipsită de sens” și că va face apel la Curtea de Arbitraj Sportiv.
Consiliul FIS s-a reunit pe 18 noiembrie și a anulat rezultatele „tuturor celor patru curse de slalom uriaș” la Krvavec și a emis un comunicat de presă, spunând că „Vanessa Vanakorn (THA), care a concurat la Jocurile Olimpice de Iarnă Soci 2014, prin urmare, nu s-a calificat și nu trebuia să participe la Jocurile Sochi 2014”. Consiliul FIS a fost de părere că Fredrica Selva și Ieva Januškevičiūtė „au fost victime ale curselor manipulat rase” și a transmis informațiile către Comitetul Olimpic Internațional. Vanessa-Mae a depus apel la Curtea de Arbitraj Sportiv pe 4 decembrie 2014 împotriva Comisiei de Audiere și Consiliului FIS.
Pe 19 iunie 2015, Curtea de Arbitraj Sportiv a anulat interdicția de patru ani a lui Vanakorn, citând lipsa de dovezi că ea însăși a manipulat cursa, dar a respins apelul de a restabili rezultatele de calificare, confirmând faptul că aceste curse „au fost atât de prost organizate încât rezultatele lor și punctele de calificare acumulate din acestea nu pot continua”, și, prin urmare, „Vanessa Vanakorn rămâne neeligibilă pentru a concura la Jocurile Olimpice de Iarnă de la Soci 2014”. Decizia Curții de Arbitraj Sportiv a decis o sumă de bani care să fie plătită de către Federația Internațională de Schi către Doamna Vanakorn.

### Statutul de olimpic
În ciuda succesului obținut de Vanessa-Mae în anularea interdicției FIS la recurs, existau încă unele îndoieli asupra curselor sale de la Olimpiada de Iarnă din 2014. Cu toate acestea, în ianuarie 2016 mass-media a anunțat că Comitetul Olimpic Internațional a confirmat că Vanessa-Mae poate fi numită olimpică.

### Scuzele FIS pentru Vanessa-Mae
În 2016, Vanakorn a soluționat o acțiune de defăimare împotriva FIS, în care FIS a făcut o „plată corespunzătoare”, a cărei sumă nu a fost dezvăluită. FIS a transmis scuze pentru afirmațiile de aranjare a competiției șii a declarat că „Doamna Vanakorn și anturajul ei nu au aranjat, plănuit sau influențat în nici un fel  rezultatul, desfășurarea, conduita sau orice alt aspect al competițiilor omolgate FIS”.

### Cariera post-apel
Vanakorn a revenit la schi în 2017, pentru a încerca să se califice pentru Olimpice de Iarnă din 2018. Vanakorn s-a retras din competiție din cauza unei accidentări la umăr în ianuarie 2018. O dată cu retragerea ei, locul Thailandei i-a revenit lui Alexia Arisarah Schenkel de 21 de ani.

## Viață personală
Din 2014, partenerul pe termen lung al lui Vanessa-Mae era expertul francez în vinuri Lionel Catelan. Vanessa-Mae și-a exprimat lipsa de interes în căsătorie, menționând că „nu ai nevoie de inel ca să spui te iubesc”.